# Райт-им-Винкль
Райт-им-Винкль (нем. Reit im Winkl) — община в Германии, в земле Бавария.
Подчиняется административному округу Верхняя Бавария. Входит в состав района Траунштайн. Население составляет 2345 человек (на 31 декабря 2010 года). Занимает площадь 70,99 км².